# Rio de Couros
Rio de Couros, è una ex freguesia del Portogallo nel comune di Ourém. Con un'area di 18,07 km² e una popolazione di 1.877 abitanti. Fu anche conosciuta come Città di Raquel durante l'occupazione dei Mori. 
Si tratta della freguesia più antica del comune di Ourém, fondata nel 1729 da Alvaro de Abraches.